# Действующие чемпионы мира по кикбоксингу
Чемпионы мира по кикбоксингу (фулл-контакт и фулл-контакт с лоу-киком) среди мужчин по версиям основных организаций профессионального кикбоксинга.

## Супертяжёлый вес
WKA: свыше 95 кг

ISKA: свыше 101,4 кг

WAKO-PRO: свыше 94,1 кг

IKF: свыше 97,7 кг

WKN: свыше 96,6 кг

#### Фулл-контакт
| Организация | Чемпион          |
| ----------- | ---------------- |
| WKA         | Анатолий Носырев |
| ISKA        | Дэниел Куигли    |
| WAKO-PRO    | Вакантный титул  |
| IKF         | Вакантный титул  |
| WKN         | Анатолий Носырев |

#### Фулл-контакт с лоу-киком
| Организация | Чемпион         |
| ----------- | --------------- |
| WKA         | Аднан Редзович  |
| ISKA        | Жером Ле Банне  |
| WAKO-PRO    | Грегори Тони    |
| IKF         | Вакантный титул |
| WKN         | Славо Полугич   |

## Второй тяжёлый вес
ISKA: до 101,4 кг

#### Фулл-контакт
| Организация | Чемпион       |
| ----------- | ------------- |
| ISKA        | Дэниел Куигли |

#### Фулл-контакт с лоу-киком
| Организация | Чемпион      |
| ----------- | ------------ |
| ISKA        | Марк Расселл |

## Тяжёлый вес
WKA: до 95 кг

ISKA: до 94,1 кг

WAKO-PRO: до 94,1 кг

IKF: до 97,7 кг

WKN: до 96,6 кг

#### Фулл-контакт
| Организация | Чемпион         |
| ----------- | --------------- |
| WKA         | Флориан Павич   |
| ISKA        | Патрик Нваму    |
| WAKO-PRO    | Вакантный титул |
| IKF         | Вакантный титул |
| WKN         | Вакантный титул |

#### Фулл-контакт с лоу-киком
| Организация | Чемпион           |
| ----------- | ----------------- |
| WKA         | Урош Репаш        |
| ISKA        | Алексей Папин     |
| WAKO-PRO    | Дмитрий Антоненко |
| IKF         | Майк Шеппард      |
| WKN         | Андреа Виттори    |

## Средний тяжёлый вес
WKN: до 92,5 кг

#### Фулл-контакт
| Организация | Чемпион         |
| ----------- | --------------- |
| WKN         | Рияд аль-Аззави |

Лёшка Папин

#### Фулл-контакт с лоу-киком
| Организация | Чемпион    |
| ----------- | ---------- |
| WKN         | Хорхе Кали |

## Первый тяжёлый вес
WKA: до 90 кг

ISKA: до 88,2 кг

WAKO-PRO: до 88,6 кг

IKF: до 88,6 кг

WKN: до 88,5 кг

#### Фулл-контакт
| Организация | Чемпион             |
| ----------- | ------------------- |
| WKA         | Доминик Хазельбек   |
| ISKA        | Дэниел Куигли       |
| WAKO-PRO    | Мустафа Лаксем      |
| IKF         | Майк Шеппард        |
| WKN         | Мохаммед аль-Аззави |

#### Фулл-контакт с лоу-киком
| Организация | Чемпион           |
| ----------- | ----------------- |
| WKA         | Алексей Токарев   |
| ISKA        | Мохаммед Фахр     |
| WAKO-PRO    | Фредерик Беллонье |
| IKF         | Мостафа Мосадег   |
| WKN         | вакантный титул   |

## Второй полутяжёлый вес
WKA: до 86 кг

ISKA: до 84,6 кг

WAKO-PRO: до 85,1 кг

IKF: до 84,5 кг

WKN: до 85,5 кг

#### Фулл-контакт
| Организация | Чемпион            |
| ----------- | ------------------ |
| WKA         | Ричард Гарет       |
| ISKA        | Сергей Богдан      |
| WAKO-PRO    | Кристиан Ведовелли |
| IKF         | Кaрина Салит       |
| WKN         | Мустафа Лаксем     |

#### Фулл-контакт с лоу-киком
| Организация | Чемпион          |
| ----------- | ---------------- |
| WKA         | Влaдимир Идраний |
| ISKA        | вакантный титул  |
| WAKO-PRO    | Абдеррахим Шафай |
| IKF         | вакантный титул  |
| WKN         | вакантный титул  |

## Средний полутяжёлый вес
WKA: до 83 кг

ISKA: до 81,4 кг

WAKO-PRO: до 81,4 кг

IKF: до 81,3 кг

WKN: до 82,1 кг

#### Фулл-контакт
| АЛЕКСЕЙ  | Папаша        |
| -------- | ------------- |
| WKA      | Марлон Хант   |
| ISKA     | Эндрю Тэйт    |
| WAKO-PRO | Кристоф Тузо  |
| IKF      | Марлон Хант   |
| WKN      | Жан Люк Бенуа |

#### Фулл-контакт с лоу-киком
| Организация | Чемпион           |
| ----------- | ----------------- |
| WKA         | Алмедин Хасанагич |
| ISKA        | вакантный титул   |
| WAKO-PRO    | Драженко Нинич    |
| IKF         | вакантный титул   |
| WKN         | вакантный титул   |

## Полутяжёлый вес
WKA: до 79 кг

ISKA: до 78,1 кг

WAKO-PRO: до 78,1 кг

IKF: до 78,1 кг

WKN: до 79,4 кг

#### Фулл-контакт
| Организация | Чемпион          |
| ----------- | ---------------- |
| WKA         | Мухтар Хизриев   |
| ISKA        | Торстен Спрингер |
| WAKO-PRO    | Артур Райс       |
| IKF         | Джеймс Уоллис    |
| WKN         | Хавьер Мойя      |

#### Фулл-контакт с лоу-киком
| Организация | Чемпион         |
| ----------- | --------------- |
| WKA         | Жульен Шапюто   |
| ISKA        | вакантный титул |
| WAKO-PRO    | Яннис Софоклеус |
| IKF         | вакантный титул |
| WKN         | Фрэнсис Таварес |

## Второй средний вес
WKA: до 76 кг

ISKA: до 75 кг

WAKO-PRO: до 75 кг

IKF: до 75 кг

WKN: до 76,2 кг

#### Фулл-контакт
| Организация | Чемпион        |
| ----------- | -------------- |
| WKA         | Гёкхан Арслан  |
| ISKA        | Себастьен Пасе |
| WAKO-PRO    | Артур Райс     |
| IKF         | Джон Орчард    |
| WKN         | Себастьен Пасе |

#### Фулл-контакт с лоу-киком
| Организация | Чемпион             |
| ----------- | ------------------- |
| WKA         | Жозе Баррадаш       |
| ISKA        | Ибрагим Тамазаев    |
| WAKO-PRO    | Бату Хасиков        |
| IKF         | Сантьяго Манзанарес |
| WKN         | Хуанито Гарсия      |

## Средний вес
WKA: до 72,5 кг

ISKA: до 72,3 кг

WAKO-PRO: до 71,8 кг

IKF: до 72,2 кг

WKN: до 72,6 кг

#### Фулл-контакт
| Организация | Чемпион         |
| ----------- | --------------- |
| WKA         |                 |
| ISKA        | Томми МакКэффри |
| WAKO-PRO    | Фредерик Фисе   |
| IKF         | Шэннон Хадсон   |
| WKN         | Людовик Милле   |

#### Фулл-контакт с лоу-киком
| Организация | Чемпион       |
| ----------- | ------------- |
| WKA         | Бату Хасиков  |
| ISKA        | Людовик Милле |
| WAKO-PRO    | Адем Бозкурт  |
| IKF         | 🇰🇷 Ядро Чу    |
| WKN         | Дима Ваймер   |

## Первый средний вес
WKA: до 70 кг

ISKA: до 69,5 кг

WAKO-PRO: до 69,1 кг

IKF: до 69,5 кг

WKN: до 69,9 кг

#### Фулл-контакт
| Организация | Чемпион         |
| ----------- | --------------- |
| WKA         | Виктор Хоффманн |
| ISKA        | Эйден Лэфферти  |
| WAKO-PRO    | Лионель Пикор   |
| IKF         | Брэд Фаулер     |
| WKN         | Брюс Кордон     |

#### Фулл-контакт с лоу-киком
| Организация | Чемпион           |
| ----------- | ----------------- |
| WKA         | Тахир Менжики     |
| ISKA        | Людовик Милле     |
| WAKO-PRO    | Евгений Гречишкин |
| IKF         | вакантный титул   |
| WKN         | Марцин Пархета    |

## Второй полусредний вес
WKA: до 67 кг

ISKA: до 66,8 кг

WAKO-PRO: до 66,8 кг

IKF: до 66,8 кг

WKN: до 66,7 кг

#### Фулл-контакт
| Организация | Чемпион          |
| ----------- | ---------------- |
| WKA         | Денис Лукашов    |
| ISKA        | Брюс Кордoн      |
| WAKO-PRO    | Андреа Колантони |
| IKF         | Лионель Пикор    |
| WKN         | Стиви Валенте    |

#### Фулл-контакт с лоу-киком
| Организация | Чемпион         |
| ----------- | --------------- |
| WKA         | Лукаш Раевский  |
| ISKA        | Мирди Лимани    |
| WAKO-PRO    | Ибрагим Шиау    |
| IKF         | вакантный титул |
| WKN         | Роберт Жижкевич |

## Первый полусредний вес
WKA: до 63,5 кг

ISKA: до 64,5 кг

WAKO-PRO: до 64,5 кг

IKF: до 64,5 кг

WKN: до 64,4 кг

#### Фулл-контакт
| Организация | Чемпион        |
| ----------- | -------------- |
| WKA         | Бобби Кэмпбелл |
| ISKA        | Денис Лукашов  |
| WAKO-PRO    | Сергей Липинец |
| IKF         | Боби Кэмпбелл  |
| WKN         | Самир Мохаммед |

#### Фулл-контакт с лоу-киком
| Организация | Чемпион             |
| ----------- | ------------------- |
| WKA         | Седрик Пейно        |
| ISKA        | Фабрис Баскес       |
| WAKO-PRO    | Александр Погорелов |
| IKF         | вакантный титул     |
| WKN         | Фабио Ла Каламита   |

## Второй лёгкий вес
ISA: до 62,3 кг

WAKO-PRO: до 62,2 кг

IKF: до 62,2 кг

WKN: до 62,1 кг

#### Фулл-контакт
| Организация | Чемпион           |
| ----------- | ----------------- |
| ISKA        | Абубакер Каабунга |
| WAKO-PRO    | Джузеппе Ди Куя   |
| IKF         | Хит Фоннест       |
| WKN         | Хабиб Бакир       |

#### Фулл-контакт с лоу-киком
| Организация | Чемпион              |
| ----------- | -------------------- |
| ISKA        | вакантный титул      |
| WAKO-PRO    | Алессандро Ригуччини |
| IKF         | вакантный титул      |
| WKN         | Михаль Томчуковский  |

## Лёгкий вес
WKA: до 60 кг

ISKA: до 60 кг

WAKO-PRO: до 60 кг

IKF: до 60 кг

WKN: до 60,3 кг

#### Фулл-контакт
| Организация | Чемпион           |
| ----------- | ----------------- |
| WKA         | Альберт Антукаев  |
| ISKA        | Олександр Роман   |
| WAKO-PRO    | Камель Баша       |
| IKF         | Томми Бач         |
| WKN         | Патрик Кинигамази |

#### Фулл-контакт с лоу-киком
| Организация | Чемпион           |
| ----------- | ----------------- |
| WKA         | Мишель Пейно      |
| ISKA        | Руслан Тозлиян    |
| WAKO-PRO    | Руслан Тозлиян    |
| IKF         | 🇷🇺Колотило Кирилл |
| WKN         | Лорис Одуи        |

## Первый лёгкий вес
ISKA: до 58,2 кг

WAKO-PRO: до 58,2 кг

IKF: до 57,72 кг

WKN: до 58,5 кг

#### Фулл-контакт
| Организация | Чемпион        |  |
| ----------- | -------------- |  |
| ISKA        | Йоханнес Вольф |  |
| WAKO-PRO    | Йоханнес Вольф |  |
| WKN         | Герард Линдер  |  |

#### Фулл-контакт с лоу-киком
| Организация | Чемпион             |
| ----------- | ------------------- |
| ISKA        | Юрий Трогиянов      |
| WAKO-PRO    | Юрий Трогиянов      |
| IKF         | 🇷🇺 Георгий Николаев |
| WKN         | Синиша Ковачич      |

## Второй полулёгкий вес
WKA: до 57 кг

ISKA: до 56,4 кг

WAKO-PRO: до 56,4 кг

WKN: до 56,7 кг

#### Фулл-контакт
| Организация | Чемпион          |
| ----------- | ---------------- |
| WKA         | вакантный титул  |
| ISKA        | Шон Боумэн       |
| WAKO-PRO    | Ильназ Сайфуллин |
| WKN         | Матиа Клокардс   |

#### Фулл-контакт с лоу-киком
| Организация | Чемпион          |
| ----------- | ---------------- |
| WKA         | Санни Хира       |
| ISKA        | Санни Хира       |
| WAKO-PRO    | Бобан Маринкович |
| WKN         | Альдо Родригес   |

## Полулёгкий вес
WKA: до 54 кг

ISKA: до 54,5 кг

WAKO-PRO: до 54,5 кг

IKF: до 55,45 кг

WKN: до 54,9 кг

#### Фулл-контакт
| Организация | Чемпион           |
| ----------- | ----------------- |
| WKA         | Аллан Скотт       |
| ISKA        | Девон Кормэк      |
| WAKO-PRO    | Сергей Черкасский |
| IKF         | Ислам Магомедов   |
| WKN         | Валерий Бойцов    |

#### Фулл-контакт с лоу-киком
| Организация | Чемпион         |
| ----------- | --------------- |
| WKA         | вакантный титул |
| ISKA        | вакантный титул |
| WAKO-PRO    | Мирбек Суюнбаев |
| IKF         | вакантный титул |
| WKN         | вакантный титул |

## Легчайший вес
ISKA: до 53,3 кг

WAKO-PRO: до 52,7 кг

IKF: до 53,18 кг

WKN: до 53,5 кг

#### Фулл-контакт
| Организация | Чемпион             |
| ----------- | ------------------- |
| ISKA        | Yesdatis Simplejoke |
| WAKO-PRO    | Иван Шиолла         |
| IKF         | вакантный титул     |
| WKN         | Кледвалду Баррету   |

#### Фулл-контакт с лоу-киком
| Организация | Чемпион             |
| ----------- | ------------------- |
| ISKA        | Александр Лысенко   |
| WAKO-PRO    | Джанпьетро Марчедду |
| IKF         | 🇦🇽 Алексей Рачков   |
| WKN         | вакантный титул     |

## Наилегчайший вес
WKA: до 50 кг

ISKA: до 50,5 кг

IKF: до 50,9 кг